# Kenneth Powell (Leichtathlet)
Kenneth Lawrence „Ken“ Powell (* 20. April 1940 in Kolar; † 11. Dezember 2022 in Bengaluru) war ein indischer Leichtathlet.

## Leben
Kenneth Powell wurde in Britisch-Indien in der Stadt Kolar geboren. Er war Anglo-Inder. 1957 belegte er in Kalkutta den dritten Platz bei den nationalen Schulmeisterschaften.
Im Alter von 19 Jahren zog er nach Bengaluru, wo er bei ITI Limited arbeitete. Bei den Olympischen Spielen 1964 in Tokio, wo er im Wettkampf über 100 und 200 Meter jeweils im Vorlauf ausschied, erreichte er im 4 × 100-m-Staffelwettkampf mit dem indischen Quartett das Halbfinale. Mit der indischen 4 × 100-m-Staffel gewann Powell bei den Asienspielen 1970 die Bronzemedaille. Nach seiner Karriere nahm Powell an den World Masters Athletics Championships teil.
1965 wurde er mit dem Arjuna Award ausgezeichnet. Nach seiner Tätigkeit bei ITI Limited arbeitete Powell für die Indian Railways und später bis zu seiner Pensionierung 1997 für Tata Steel.